# アラロサウルス
アラロサウルス（Aralosaurus　「アラル海のトカゲ」の意味、は白亜紀後期、現在のカザフスタンに生息していた植物食のハドロサウルス科の恐竜の属の一つである。

## 発見と命名

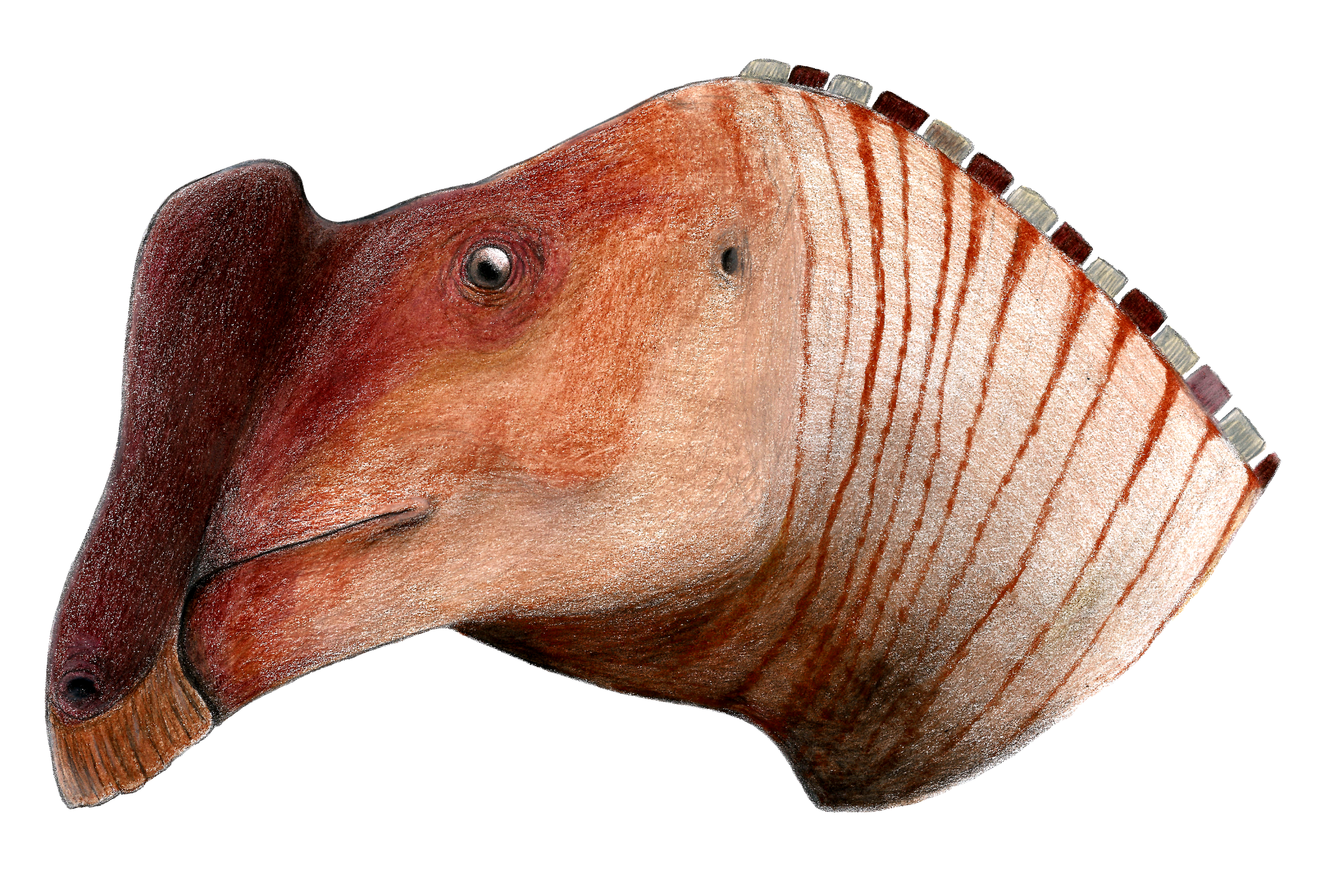
仮説的な頭部の復元図

1968年、ロシアの古生物学者Anatoly Konstantinovich Rozhdestvenskyにより、カザフスタン中部にあるベロウチンスク累層（Beleutinsk Formation）の白亜紀後期、9350万年前-8580万年前の地層から1957年に発見されたほぼ完全な頭骨に基づいてタイプ種Aralosaurus tuberiferusとして記載された。属名は発見地近くのアラル海(カザフ語Арал 、ラテン文字転写Aral)と古代ギリシャ語で「トカゲ」の意味のσαῦρος（ラテン文字転写sauros）に由来し、種小名はラテン語で隆起をもつものという意味である。
アラロサウルスの発見地の周辺地域ではジャクサルトサウルス（Jaxartosaurus）のような近縁種もいくつか発見されている。

## 特徴
現在までに発見されている化石は完全に近い頭骨が発見されているのみであるが、この頭骨には30の列に1000個近い小さな歯が並ぶくちばしがあり、この属を特徴付けている 。これらの歯は咀嚼によって植物を破砕するのに使われたものであり、爬虫類には珍しいが、草食恐竜では一般的な特徴である。頭骨の後部が幅広く、咀嚼に適した強力な筋肉が付着していたことが推測される 。
頭骨の長さは65 cmで、体長は6.5 mでゾウほどの大きさだったと推定される。
目の前の鼻骨の隆起はハドロサウルス類に一般的な特徴である。この隆起は現在のヒツジやヤギでよく見られるように、雄同士で頭をぶつけ合う武器として使われた可能性がある。

## 分類
Rozhdestvenskyは原記載においてハドロサウルス科のハドロサウルス亜科であり、クリトサウルス、バクトロサウルス、ロフォロトン（Lophorhothon）に近縁としている。小型で鼻の上に骨質のとさかがあることで特徴付けられ、ピーター・ドッドソンらはマイアサウラやグリポサウルス（Gryposaurus）に最も近縁であるとした 。ところが2013年、Albert Prieto-Márquezらはカナルディア（Canardia）の記載論文の中でアラロサウルスを含むハドロサウルス類の系統解析を行った結果、カナルディアとアラロサウルスは姉妹群であり両者からなるクレードであるアラロサウルス族（ Aralosaurini）を形成し、基底的なランベオサウルス亜科（Lambeosaurinae）として位置づけられるとした。

## 参照
1. 1 2 3 4 5  "Aralosaurus." In: Dodson, Peter & Britt, Brooks & Carpenter, Kenneth & Forster, Catherine A. & Gillette, David D. & Norell, Mark A. & Olshevsky, George & Parrish, J. Michael & Weishampel, David B. The Age of Dinosaurs. Publications International, LTD. p. 126. ISBN 0-7853-0443-6.
2. 1 2 3 4 5  Rozhdestvensky, A.K. (1968). [Hadrosaurs of Kazakhstan]. In: Tatarinov, L. P., et al. (eds.). [Upper Paleozoic and Mesozoic Amphibians and Reptiles]. Akademia Nauk S.S.S.R. Moscow. p. 97-141 (Voir en ligne)
3. ↑  Holtz, Thomas R. Jr. (2012) Dinosaurs: The Most Complete, Up-to-Date Encyclopedia for Dinosaur Lovers of All Ages, Winter 2011 Appendix.
4. ↑  Prieto-Márquez, A.; Dalla Vecchia, F. M.; Gaete, R.; Galobart, À. (2013). Dodson, Peter. ed. “Diversity, Relationships, and Biogeography of the Lambeosaurine Dinosaurs from the European Archipelago, with Description of the New Aralosaurin Canardia garonnensis”. PLoS ONE 8 (7):  e69835. doi:10.1371/journal.pone.0069835.